# Proleurocerus clavatus
Proleurocerus clavatus är en stekelart som beskrevs av Prinsloo 1986. Proleurocerus clavatus ingår i släktet Proleurocerus och familjen sköldlussteklar.
Artens utbredningsområde är Zimbabwe. Inga underarter finns listade i Catalogue of Life.